# Instituto de la Juventud
El Instituto de la Juventud (INJUVE) es un organismo público español, adscrito al Ministerio de Juventud e Infancia, que se encarga de promover actuaciones en beneficio de los jóvenes, así como realizar estudios e investigaciones sobre temas juveniles.

## Historia
El Instituto de la Juventud de España se creó por Decreto 2223/1961, de 16 de noviembre, integrado en la Delegación Nacional de Juventud de la Secretaría General del Movimiento, con el objetivo de «reunir en un solo órgano las funciones de documentación, estudios, elaboración técnica y formación». A partir del año 1970, pasó a depender del Instituto de Estudios Políticos, aun dentro de la Secretaría General del Movimiento, pero manteniendo «su asistencia técnica y específica a las Delegaciones Nacionales de la Juventud y de la Sección Femenina». Este hecho se revirtió en 1976, tras no producir «los efectos que se esperaban».
Ya en plena transición democrática, el Instituto de la Juventud se transformó en un organismo autónomo por Real Decreto 1119/1977, de 20 de mayo, y se adscribió por aquel entonces a la Subsecretaría de Familia, Juventud y Deporte de la Presidencia del Gobierno. Se le encomendó la «gestión y explotación de los Centros, Servicios y Establecimientos del Estado al servicio de la juventud; la realización de actividades en servicio de jóvenes, y el estudio e investigación sobre temas juveniles». Unos meses más tarde, en agosto de 1977, se transfiere al Ministerio de Cultura, a través de la Dirección General de Juventud, cuyo titular ejerció como director del Organismo.
En la década de 1980, el Instituto sufrió una serie de cambios competenciales y organizativos fruto de las transferencias competenciales realizadas a las diferentes comunidades autónomas para desarrollar el Estado de las Autonomías, tales como la cesión a las regiones de las Casas de Juventud o la Red Nacional de Albergues Juveniles, Residencias Juveniles, Campamentos y Campos de Trabajo. Asimismo, ese mismo año se suprimió el Instituto de Desarrollo Comunitario, cuyas funciones asumió este Organismo, que se renombró como «Instituto de la Juventud y Promoción Comunitaria». Dejó de llamarse así en 1985, tras recuperar su denominación original, y se creó la figura del presidente, que sería el titular del órgano directivo del que dependiera, devolviendo autonomía plena al director del Organismo. Asimismo, asumió las funciones de la Dirección General de Juventud y Promoción Sociocultural, que se suprimió.
A finales de la década, con la creación del Ministerio de Asuntos Sociales, este asumió las competencias sobre juventud, adscribiéndosele el Organismo. Ya en 1996, con la supresión de este departamento las competencias pasaron al Ministerio de Trabajo y Asuntos Sociales.
En este año, 1996, se aprueban sus estatutos, vigentes hasta la revisión del año 2005, aun vigente. En todos estos años, el Organismo ha mantenido sus funciones intactas, si bien su cambio de dependencia ha sido constante, pasando por el Ministerio de Igualdad (2008-2010), el Ministerio de Sanidad (2010-2020), de nuevo el Ministerio de Derechos Sociales y Agenda 2030 (2020-2023) y, desde 2023, el Ministerio de Juventud e Infancia.

## Funciones

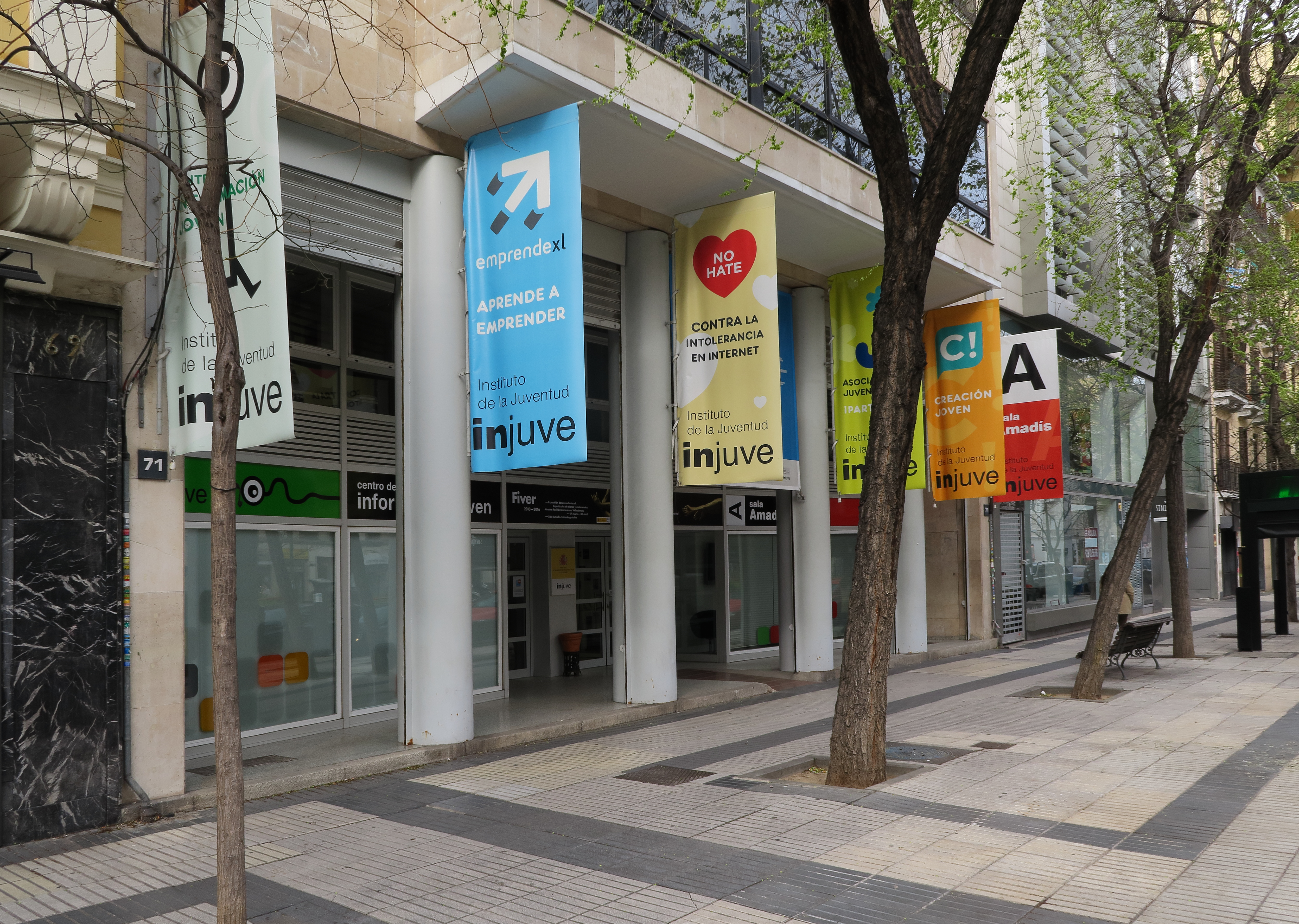
Sede del INJUVE en el número 71 de la calle de José Ortega y Gasset, Madrid.

Son funciones del Instituto de la Juventud:
1. El desarrollo de la cooperación con las Administraciones Públicas en materia de juventud.
2. El fomento de la comunicación, los intercambios y la movilidad de los jóvenes españoles en el ámbito nacional e internacional.
3. El análisis y la investigación de la realidad juvenil.
4. La promoción de la participación del Consejo de la Juventud de España y de los jóvenes en general en el diseño, ejecución, seguimiento y evaluación de las políticas de juventud del Gobierno.
5. El fomento de la cooperación territorial en el desarrollo de las políticas de juventud.
6. La prestación de cualesquiera otros servicios adecuados para el cumplimiento de sus fines específicos.

## Estructura
El Injuve se estructura como sigue:
- El Presidente. La presidencia es ejercida por el titular del Ministerio de Juventud e Infancia.
- El Consejo Rector. Es el órgano colegiado de gobierno del Instituto, formado por el presidente, el director general del mismo, y representantes de la Administración General del Estado y del Consejo de la Juventud de España, así como expertos en el tema que sea invitados.
- El Director del Injuve. Es el órgano ejecutivo del Organismo, del cual dependen el resto de órganos administrativos.
  - La Secretaría General. Es responsable de la gestión y dirección administrativa de los recursos humanos, económicos, financieros, informáticos, logísticos y materiales. Asimismo, también presta asesoría jurídica. Todo ello, sin perjuicio de las competencias de control y asesoramiento que presta la Intervención General de la Administración del Estado y la Abogacía General del Estado.
  - La Subdirección General de Cooperación Interior y Exterior. Promociona el asociacismo juvenil, ejecuta los programas y actividades nacionales e internacionales del Injuve y realiza los estudios sobre derechos y servicios de la juventud.
  - La División de Programas. Organiza y gestiona los programas del Injuve, elabora, publica y difunde encuestas, estudios e informes y coordina la participación del Instituto en organismos de colaboración sobre juventud.

Asimismo, para asegurar el correcto funcionamiento de la Agencia, existe una Comisión de Control que recaba información y se la transmite al Consejo Rector.
Por último, existe un órgano de cooperación entre la Agencia y los organismos regionales españoles con competencias homólogas, la Comisión Interterritorial de Protección de la Salud en el Deporte.

## Lista de directores generales
- Fernando Suárez González (1962-1963)
- José Mariano López-Cepero Jurado (Años 1970).
- Marino Díaz Guerra (1977)
- Santiago Nogueira Romero (1977-1978)
- Antonio Vázquez Guillén (1978-1979)
- Joaquín Tena Arregui (1979)
- Ginés López Cirera (1979-1980)
- Carmen García Moreno Teixeira (1980-1981)
- Amalio Graiño Bertrand (1981-1982)
- Ignacio Quintana Pedrós (1982-1985)
- José María Riera Mercader (1985-1988)
- Magdy Martínez Solimán (1988-1993)
- Rosa María Escapa Garrachón (1993-1996)
- Ricardo Tarno Blanco (1996-1998)
- Antonio Basagoiti Pastor (1998-1999)
- Elena Azpiroz Villar (1999-2004)
- Leire Iglesias Santiago (2004-2008)
- Gabriel Alconchel Morales (2008-2012)
- Rubén Urosa Sánchez (2012-2016)
- Javier Dorado Soto (2016-2018)
- Ruth Carrasco Ruiz (2018-2020)
- María Teresa Pérez (2020-2023)[14]
- David Veloso Larraz (2023)[15]
- Margarita Guerrero Calderón (2023-)[16]